# Comarques de Guadalajara
Les comarques de Guadalajara són:
- La Alcarria
- La Campiña
- Señorio de Molina
- Serra Nord-Sigüenza